# Nandopsis ramsdeni
Nandopsis ramsdeni es una especie de peces de la familia Cichlidae en el orden de los Perciformes.

## Morfología
Los machos pueden llegar alcanzar los 24 cm de longitud total.

## Distribución geográfica
Se encuentra al este de Cuba y en República Dominicana.